# Битка при Арециум
Битката при Арециум (Arretium) се провежда през 284 пр.н.е. между Римската република и сеноните с командир Бритомарис при Арециум, Италия.
Римският проконсул Луций Цецилий Метел Дентер пада убит. Галите побеждават.